# Сузана Шувакович-Савич
Сузана Шувакович-Савич (нар. 13 січня 1969, Майданпек, СФРЮ — пом. 16 жовтня 2016, Белград, Сербія) — сербська оперна співачка (сопрано).
| Гітара | Це незавершена стаття про співачку. Ви можете допомогти проєкту, виправивши або дописавши її. |